# Jywan Kyrla

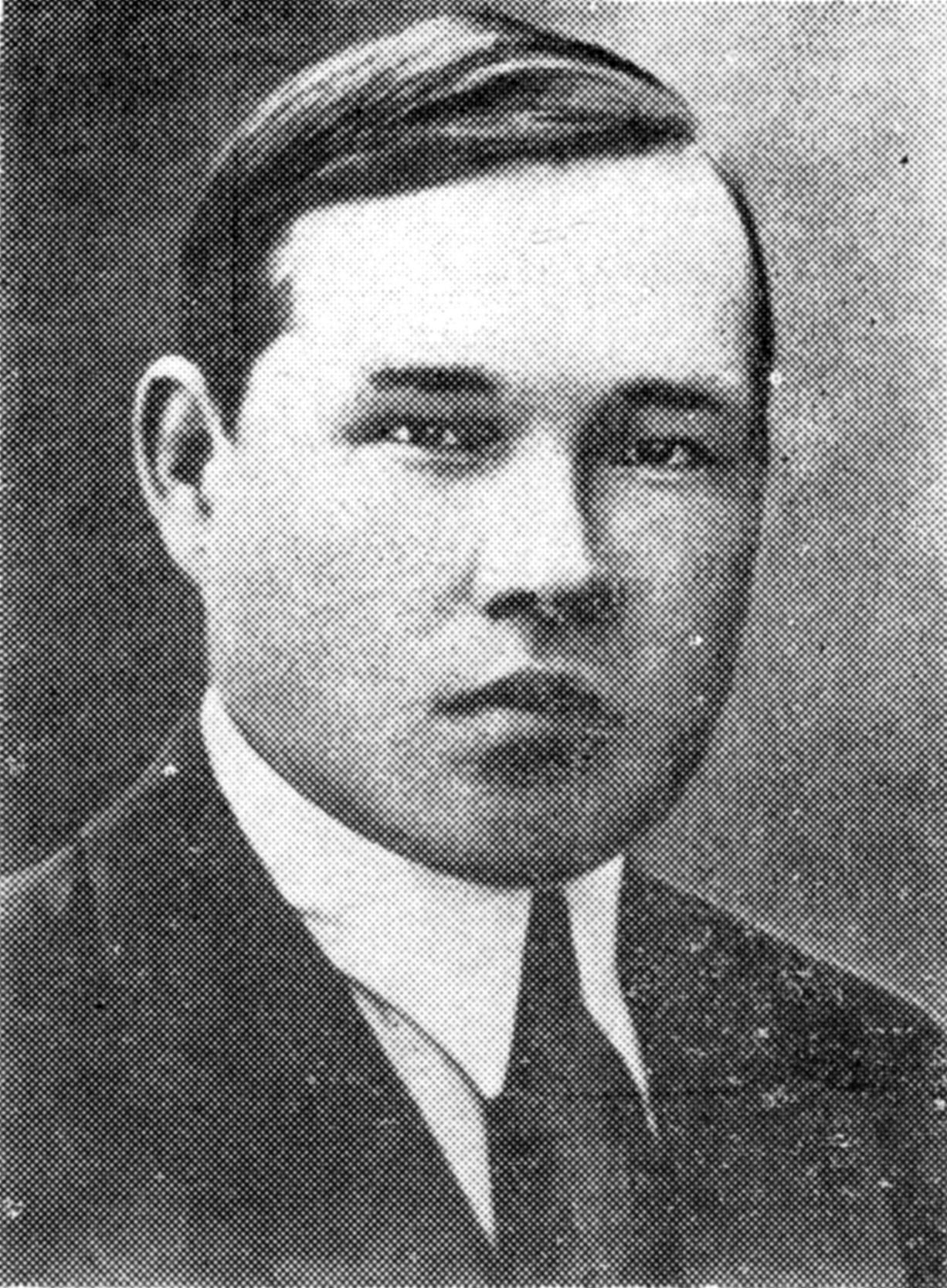
Jywan Kyrla, 1930

Jywan Kyrla (Mari Йыван Кырла [jəβɑn kəɾlɑ], „Kyrla [Sohn des] Jywan“, fälschlich auch Jywan Kyrlja, Йыван Кырля, geboren unter dem russischen Namen Kirill Iwanowitsch Iwanow, Кирилл Иванович Иванов; * 17. März 1909 in Kupsola, Ujesd Urschym, Gouvernement Wjatka, heute Republik Mari El; † Juli 1943 in Krasnoturjinsk, Oblast Swerdlowsk) war ein russischer Lyriker und Schauspieler der ethnischen Minderheit der Mari sowie deren bekannteste Persönlichkeit.

## Frühes Leben
Jywan Kyrla wurde am 17. März 1909 im Dorf Kupsola (im heutigen Mari El) geboren. Er wuchs, gemeinsam mit seinen zwei Schwestern, als Waise in einer armen Bauernfamilie auf, da sein Vater schon früh in einer Schlägerei umkam. Dies führte dazu, dass Kyrla auf den Straßen betteln musste, um gemeinsam mit seinen Schwestern und seiner Mutter den Lebensunterhalt zu sichern.

## Bildung
Seine Schulkarriere begann Jywan Kyrla an der Grundschule in Marisol, einem Kupsola naheliegenden Ort. Nach dem erfolgreichen Abschluss der Grundschule beendete er auch die Sekundarschule in Sernur, wo sein Interesse für Poesie, Musik, Theater und Kino sich schon verdeutlichte. 1926 wurde er an der technischen Hochschule an der Kasaner Universität akzeptiert, wo er Kinematographie studierte. Hier bemerkten seine Lehrer sein außerordentliches Talent und empfahlen ihm, eine Schauspielschule zu besuchen.

## Filmkarriere

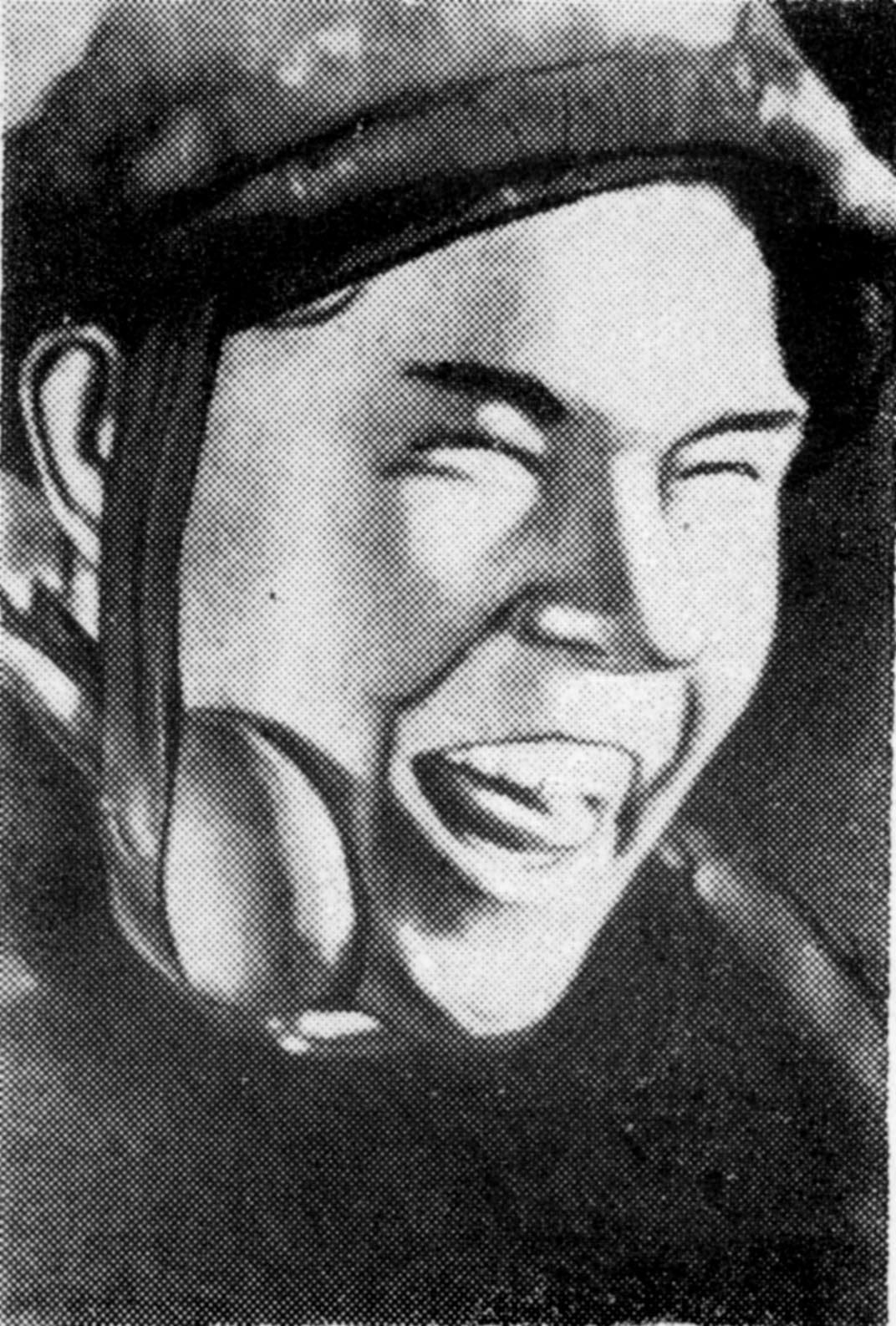
Jywan Kyrla in der Rolle des Mustafa

Anstatt jedoch eine Schauspielschule zu besuchen, bewarb Kyrla sich 1931 direkt um eine Rolle in dem ersten sowjetischen Tonfilm Der Weg ins Leben (Putjowka w schisn). In der Verfilmung der ersten Episoden des Filmes erkannte Regisseur Nikolai Ekk das Talent Kyrlas und gab ihm die Hauptrolle. Die Erlebnisse des Protagonisten in dem Film, Mustafa (Straßenname: Firth), ähnelten sehr denen, die Kyrla selbst in seiner Kindheit erlebt hatte. Der Film hatte in Russland einen beispiellosen Erfolg und erlaubte Jywan Kyrla den Durchbruch in die Schauspielerszene. Jywan Kyrlas Filmkarriere dauerte jedoch nicht lange an. Er spielte in nur einem weiteren Film, „Stellvertreter des Buddha“ (1934–1936), unter der Regie von Jewgeni Iwanow-Barkow, wo er die Rolle des Lamas spielte.

## Andere Beschäftigungen
Nach seinem letzten Film zog Jywan Kyrla nach Joschkar-Ola, wo er im Staatlichen Mari-Theater arbeitete. Seine Theaterkarriere musste er jedoch auch vorzeitig abbrechen, da er aufgrund der, aus der Sicht der sowjetischen Regierung, inkompatiblen Ideologie des Nationalismus verhaftet wurde und in ein Arbeitslager geschickt wurde. Neben seiner kurzen Theaterkarriere schrieb Jywan Kyrla auch Gedichte. Nach seinem Tode wurden drei Bücher veröffentlicht, die Gedichte und Lieder von ihm enthielten. Die meisten von ihm geschriebenen Gedichte zentrieren um zwei Themen: die Verweigerung seiner schlimmen Kindheit und den sozialen Durchbruch, der aus seiner Sicht aufgrund der Bildung möglich war.

## Verhaftung und Tod
In der Nacht des 18. April 1937 befand sich Jywan Kyrla mit ein paar Freunden in einem Hotelrestaurant, nachdem einer Reihe von bedeutenden Schauspielern am Theater, jedoch nicht ihm selbst, der Vertrag gekündigt worden war. Dort stritt er sich mit einem Studenten, der ihn angeblich als nationalistisch bezeichnete. Auf diese Anschuldigung antwortete er angeblich: „Es lebe die Brüderlichkeit der Völker!“ Ein Polizist, den Jywan Kyrla früher an dem Abend schon gerufen hatte, um den Studenten festzunehmen, nahm daraufhin Jywan Kyrla fest. In dem darauffolgenden Prozess wurde Jywan Kyrla von den Behörden als „glühender Nationalist“ bezeichnet, weswegen er ein „Feind des Volkes“ sei. Jywan Kyrla wurde zu 10 Jahren Arbeitslager verurteilt, wovon er die ersten fünf Jahre in Karelien verbrachte. 1942 wurde er von Karelien in den Ural verlegt. Nach offiziellen Angaben starb er  dort in den Minen von Krasnoturjinsk wegen „schwerer Krankheit und Erschöpfung“. Offiziell wurde Jywan Kyrla vom russischen Staat 1957 rehabilitiert.

## Spätere Bedeutung
Für die heutigen Mari ist Jywan Kyrla immer noch eine ihrer prominentesten Persönlichkeiten. 1969 wurde eine Straße in Joschkar-Ola nach ihm benannt, und 2009 wurde ein Denkmal für ihn in Joschkar-Ola platziert. Bei der Enthüllung des Denkmals sagte der Bürgermeister von Joschkar-Ola: „Wir erkennen sein Talent und eröffnen heute ein Denkmal zu Ehren des großen Schauspielers und Dichters.“ Außerdem diente Jywan Kyrlas Biographie als Grundlage für den Film „Sohn der Freude“, ein Film über das Leben von Jugendlichen aus ethnischen Minderheiten.

## Werke
Zu Lebzeiten des Autors erschienen drei Werke mit Gedichten in der Wiesen-Mari-Sprache:
- Me ударне улына: Почеламут-влак („Wir sind Udarniki“: Gedichte), 1931 (zusammen mit O. Ipaj)
- Революцийын йӱкшӧ дене муралтем мый йывыртен („Ich singe mit der Stimme der Revolution mit Freude“), 1932
- Шочмо кече: Почеламут-влак („Geburtstag“: Gedichte), 1935

Nach seinem Tode erschien:
- Муралтем мый йывыртен: Почеламут ден шарнымаш-влак („Ich singe mit Freude“: Gedichte und Erinnerungen), Joschkar-Ola, 1969